# Dammkar
Das Dammkar ist ein Hochtal im Karwendel oberhalb von Mittenwald. In seinem oberen Bereich bildet es zwei Äste, das Vordere (auch Viererkar) und das Hintere Dammkar, getrennt durch einen Grat namens Auf dem Damm. Unterhalb des Gratendes im Kar befindet sich die „Merk-Kronwitter-Hütte“ (1780 m) der Bergwacht. Weiter unterhalb im Kar (auf 1650 m) steht die Dammkarhütte.

## Touristische Erschließung
Durch das Dammkar führt die längste Skiroute Deutschlands (ca. 7 km), zugänglich über die Karwendelbahn; außerdem der so genannte Dammkarwurm, ein Wettbewerb im Skibergsteigen.

## Galerie

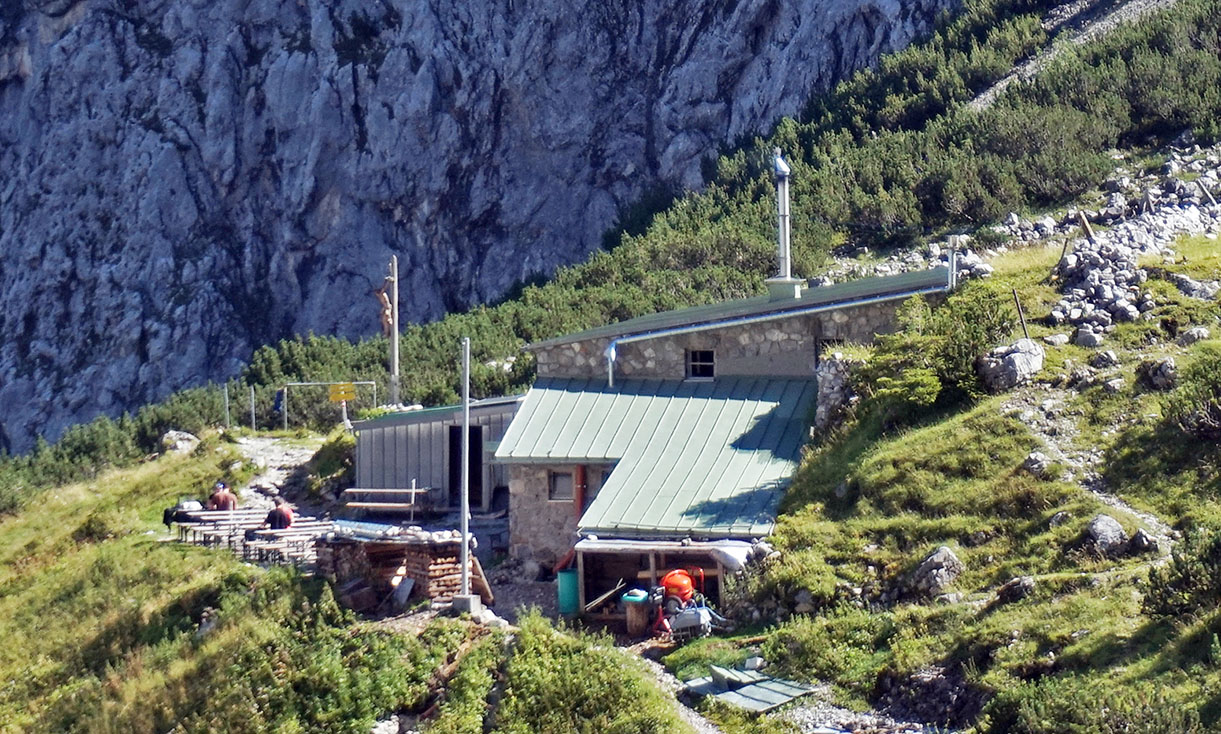
Dammkarhütte am unteren Karende
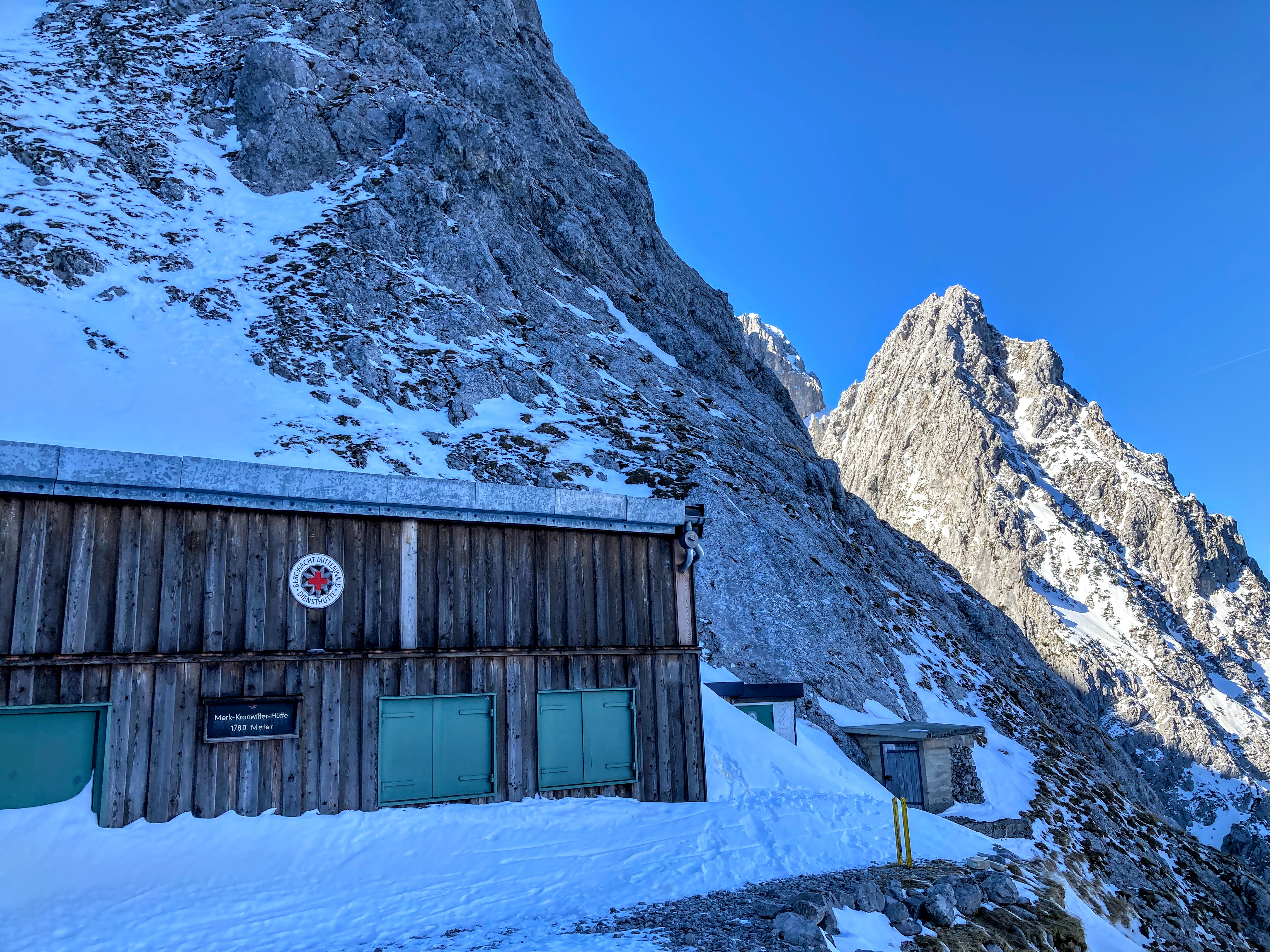
Bergwachthütte mit Kreuzwand